# Dani Filth
Dani Filth, egentligen Daniel Lloyd Davey, född 25 juli 1973 i Hertford, England, är sångare och frontman i det brittiska metal-bandet Cradle of Filth. Han var även med och skrev boken ”The Gospel of Filth: A Black Metal Bible” tillsammans med Gavin Baddeley och medverkar i filmen Cradle of Fear.
Filth bor i Suffolk i England med sin fru Toni och dottern Luna.
År 1991 skapade han bandet Cradle of Filth tillsammans med bandets dåvarande gitarrist Paul Ryan. Han har även medverkat i ett avsnitt i "Viva La Bam". Bam Margera och Dani är goda vänner.

## Diskografi

### MedCradle of Filth
Studioalbum
- 1994 – The Principle of Evil Made Flesh
- 1996 – Dusk and Her Embrace
- 1998 – Cruelty and the Beast
- 2000 – Midian
- 2001 – Bitter Suites to Succubi
- 2003 – Damnation and a Day
- 2004 – Nymphetamine
- 2006 – Thornography
- 2008 – Godspeed on the Devil's Thunder
- 2010 – Darkly, Darkly, Venus Aversa
- 2012 – The Manticore and Other Horrors
- 2015 – Hammer of The Witches
- 2016 – Dusk and Her Embrace: The Original Sin
- 2017 – Cryptoriana – The Seductiveness of Decay
- 2021 – Existence Is Futile
- 2025 – The Screaming of the Valkyries

Livealbum
- 2002 – Live Bait for the Dead (återutgiven 2007 som Eleven Burial Masses)

EP
- 1996 – Vempire or Dark Fairytales in Phallustein
- 1999 – From the Cradle to Enslave
- 2001 – Bitter Suites to Succubi
- 2011 – Evermore Darkly

Singlar (urval)
- 1996 – "Vempire or Dark Fairytales in Phallustein"
- 1999 – "From the Cradle to Enslave"

Samlingsalbum
- 2002 – Lovecraft & Witch Hearts
- 2012 – Midnight in the Labyrinth

Video
- 1999 – PanDaemonAeon (VHS)
- 2001 – Heavy, Left-Handed and Candid (DVD, live)
- 2005 – Peace Through Superior Firepower (DVD)

### MedDevilment
Studioalbum
- 2014 – The Great and Secret Show

Singlar
- 2014 – "Mother Kali"
- 2014 – "Even Your Blood Group Rejects Me"